# Монлезён-д’Арманьяк
Монлезён-д’Арманья́к (фр. Monlezun-d'Armagnac) — коммуна во Франции, находится в регионе Юг — Пиренеи. Департамент — Жер. Входит в состав кантона Ногаро. Округ коммуны — Кондом.
Код INSEE коммуны — 32274.

## География

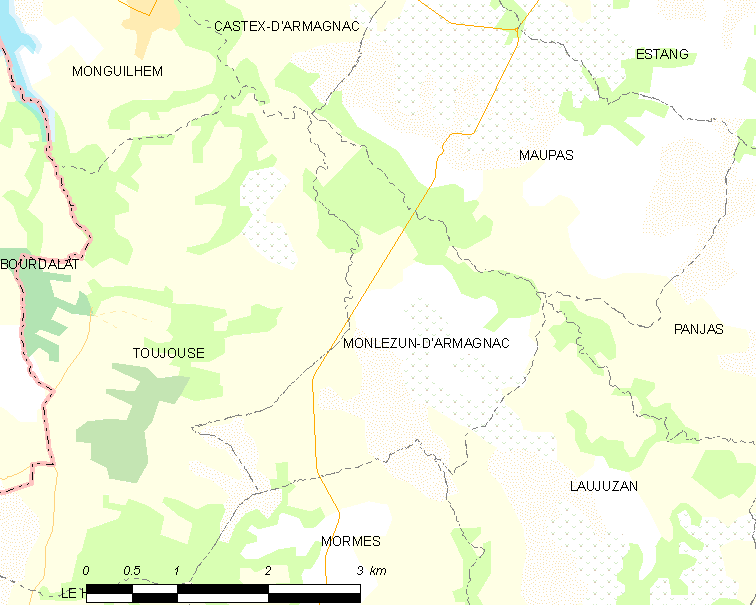
Карта коммуны

Коммуна расположена приблизительно в 600 км к югу от Парижа, в 135 км западнее Тулузы, в 65 км к западу от Оша.
На севере коммуны протекает река Миду.

## Климат
Климат умеренно-океанический. Лето жаркое и немного дождливое, температура часто превышает 35 °С. Зимой часто бывает отрицательная температура и ночные заморозки. Годовое количество осадков — 700—900 мм.

## Население
Население коммуны на 2010 год составляло 198 человек.
| 1962 | 1968 | 1975 | 1982 | 1990 | 1999 | 2010 |
| ---- | ---- | ---- | ---- | ---- | ---- | ---- |
| 280  | 263  | 239  | 259  | 235  | 205  | 198  |

## Администрация
| Период | Период | Фамилия           | Партия | Примечания |
| ------ | ------ | ----------------- | ------ | ---------- |
| 2001   | 2008   | Жан Субабер       |        |            |
| 2008   | 2014   | Филипп Сок        |        |            |
| 2014   | 2020   | Кристиан Бенессья |        |            |

## Экономика
В 2010 году среди 122 человек трудоспособного возраста (15-64 лет) 85 были экономически активными, 37 — неактивными (показатель активности — 69,7 %, в 1999 году было 69,5 %). Из 85 активных жителей работали 77 человек (41 мужчина и 36 женщин), безработных было 8 (3 мужчин и 5 женщин). Среди 37 неактивных 6 человек были учениками или студентами, 24 — пенсионерами, 7 были неактивными по другим причинам.